# Timo Maas
Timo Maas (* 27. Juli 1969 in Bückeburg) ist ein deutscher Techno- und House-DJ aus Bückeburg bei Hannover (Deutschland). In Zusammenarbeit mit verschiedenen Produzenten ist er auch als Musikproduzent tätig.

## Biographie
Bereits 1983 sammelte Maas erste Erfahrungen als DJ. Mit der Acid-House-Welle um 1987 nahm der Anteil an elektronischen Schallplatten in seiner Sammlung kontinuierlich zu und Maas wurde Mitglied im DMC ("Disco-Mix-Club"). Bis 1993 trat er in verschiedenen Clubs und Discotheken im norddeutschen Raum auf.
Die Entwicklung des Dancefloor-Sounds missfiel Timo Maas und so entschied er sich 1993 dazu, ausschließlich Technoplatten in seine Sets aufzunehmen. Ende 1994 gab er seinen bürgerlichen Beruf auf und wurde Resident-DJ im Hamburger Tunnel.
Weitere Eigenproduktionen und Remixe folgten, u. a. für Madonna ("Don’t Tell Me"), Depeche Mode etc. Als erster großer weltweiter Erfolg zählt sein Remix von "Dooms Night" von Azzido Da Bass aus dem Jahr 2000. Weitere Erfolge mit den ersten eigenen Alben Loud und Pictures stellten sich ein. Die Singles "To Get Down", "Help Me" (mit Kelis), und "First Day" (mit Brian Molko) erreichten Top-Platzierungen in den deutschen sowie den ausländischen Charts.

## Diskografie

### Alben
- 2002 – Loud
- 2005 – Pictures
- 2013 – Lifer

### Singles
- 1995 – DJ Timo Maas: The Final XS
- 1995 – Timo Maas & Gary D.: Herdplatte 100
- 1996 – Klubkraft: Drug oriented Society
- 1996 – Kinetic A.T.O.M.: Bor Destroyer
- 1996 – Timo Maas & M-Zone: The Friendship E.P.
- 1996 – Timo Maas feat. Digital City: Achtung!
- 1996 – Dakota Harris: Wellengang
- 1997 – Kinetic A.T.O.M.: Return of the Borgs
- 1997 – Skydivers: High Pressure
- 1997 – Timo Maas: M.A.A.S.M.E.L.L.O.
- 1997 – Mad Dogs & Englishman: Sudden Journey
- 1997 – Timo Maas: Club Trax
- 1997 – Timo Maas: Achtung! (The Remixes)
- 1999 – Timo Maas: Der Schieber
- 2000 – Ubik
- 2000 – Help me (mit Kelis) [Adaption von Bernard Herrmanns Filmmusik "Der Tag, an dem die Erde stillstand" von 1951]
- 2002 – To get down
- 2002 – Shifter (mit MC Chickaboo)
- 2005 – First Day (mit Brian Molko)
- 2008 – Subtellite
- 2009 – Mutant Clan: Perfect Place
- 2009 – Mutant Clan: Parallel World

### Mix-CDs
- 2000 – Music for the Maases (erschien auch als Compilation auf Vinyl)
- 2001 – Connected
- 2003 – Music for the Maases 2 (erschien auch als Compilation auf Vinyl)
- 2010 – Balance 17 (25 Oct 2010)

## Auszeichnungen
- Dance Music Award
  - 2000: in der Kategorie „Bester DJ national“